# Frank von Auer
Frank von Auer (* 25. März 1939 in Tallinn; † 21. Oktober 2022 in Mainz) war ein deutscher Gewerkschaftsfunktionär und vormaliger Aktivist der Studentenbewegung der 1960er Jahre.

## Jugend und Berufliches
Frank von Auers Eltern wurden als Deutsch-Balten aufgrund des Hitler-Stalin-Pakts von Estland in das vom Deutschen Reich annektierte Wartheland umgesiedelt. Sie flohen dann vor der heranrückenden Roten Armee nach Westdeutschland. Von Auer wuchs im hessischen Eppstein auf und besuchte ein Gymnasium in Frankfurt am Main.
Ab 1958 studierte von Auer evangelische Theologie, Politologie und Geschichte in Frankfurt, Marburg und Mainz. Hiernach arbeitete er zunächst als Lehrer für evangelische Religion, wobei er der Gewerkschaft Erziehung und Wissenschaft (GEW) beitrat. 1970 wurde er Referent für Presse, Öffentlichkeitsarbeit und Werbung beim Hauptvorstand der GEW. Von 1977 bis 1983 war er Mitglied des geschäftsführenden Hauptvorstands der GEW. In seiner Zuständigkeit für die Bildungspolitik der Gewerkschaft setzte er sich für den Ausbau der Gesamtschulen und die Gleichwertigkeit von allgemeiner und beruflicher Bildung ein. Gemeinsam mit dem GEW-Vorsitzenden Erich Frister organisierte er die Fachtagung „40 Jahre nach der Reichskristallnacht – Erziehung für eine demokratische Gesellschaft“ im November 1978 in der Frankfurter Paulskirche, die Anstöße für den Aufbau einer Erinnerungskultur der Auseinandersetzung mit dem Nationalsozialismus in der Bundesrepublik Deutschland gab.
Von 1983 bis 1997 war von Auer Geschäftsführer der gewerkschaftsnahen Hans-Böckler-Stiftung. Im Auftrag des Stiftungsvorstands bewirkte er eine Ablösung überkommener einseitiger politischer Positionen in der Studienförderung der Stiftung, gemeinsam mit den Gewerkschaften initiierte er Forschungs- und Umsetzungsprojekte zum wirtschaftlichen Strukturwandel sowie zur Beratung und Qualifizierung von Arbeitnehmervertretungen in Betrieb und Unternehmen. Um das deutsche Modell der Mitbestimmung über den gewerkschaftlichen Bereich hinaus anschlussfähig zu machen, suchte er die Kooperation mit der Bertelsmann-Stiftung in der gemeinsamen „Kommission Mitbestimmung“, die 1998 Empfehlungen zur Weiterentwicklung der Mitbestimmung vorlegte. Desgleichen baute er Beziehungen der Stiftung zu europäischen Organisationen auf, um das deutsche Modell der industriellen Beziehungen in die europäische Diskussion einzubringen. Vor diesem Hintergrund stand im Dezember 1990 die Verleihung des Hans-Böckler-Preises der Stiftung und des DGB an den damaligen Präsidenten der EU-Kommission, Jacques Delors. Für die Weiterentwicklung des deutschen Bildungssystems initiierte von Auer gemeinsam mit der IG Metall, IG Bergbau, Chemie, Energie und GEW 1997 einen „Sachverständigenrat Bildung“ mit unabhängigen Experten aus Wissenschaft, Wirtschaft, Verwaltung und Bildungspraxis, der 2002 Reformempfehlungen für das Bildungswesen veröffentlichte.
Ab 1998 war er bis 2002 Sozialreferent an der Deutschen Botschaft in Tel Aviv.

## Politisches und gesellschaftliches Engagement

### Engagement in der Studentenbewegung
Von Auer setzte sich früh für eine auf Entspannung gerichtete Ostpolitik ein und suchte politische Gespräche mit Gleichaltrigen aus der DDR. Er war 1961 „gesamtdeutscher Referent“ im AStA der Universität Marburg und hiermit Nachfolger von Klaus Horn vom Liberalen Studentenbund Deutschlands (LSD), in dessen Zeit der AStA gegen den Willen des Verbands Deutscher Studentenschaften beschlossen hatte, Kontakte zu den von der FDJ geführten Studentenschaften in der DDR aufzunehmen. Von Auer setzte die von Klaus Horn initiierte Politik fort und unterstützte die Einladung Horns an den Präsidenten der Volkskammer der DDR, Johannes Dieckmann, nach Marburg, eine Einladung die Schlagzeilen machte und zu heftigen Auseinandersetzungen unter den Studenten in Marburg führe. Als Mitglied eines „Ost-West-Arbeitskreises“ an der Universität Marburg beteiligte er sich an Diskussionen mit FDJ-Funktionären in Marburg und Leipzig. Nach eigenen Angaben handelte es sich dabei um „wilde Streitgespräche“.
Von Auer trat 1966 der SPD bei. Angeregt von den Ostkontakten des LSD wurde von Auer dort und nicht beim SHB oder beim SDS Mitglied. Auf der Delegiertenversammlung 1968 wurde von Auer, der sich als „Sozialist“ bezeichnete und sein Studium auch schon beendet hatte – er war allerdings als Promotionsstudent eingeschrieben –, zum Sprecher des Bundesvorstands des LSD gewählt. Dieses Amt war im Sinne der vom LSD propagierten umfassenden Demokratisierung der Gesellschaft als Ersatz für das bisherige Amt des Vorsitzenden gerade geschaffen worden.
Nachdem das Verhältnis des LSD zur FDP insbesondere aufgrund der Ostkontakte des LSD, aber auch aufgrund der Gesamtausrichtung des Verbandes, schon seit 1960 angespannt und konfliktreich war, kam es auf der darauffolgenden Delegiertenversammlung im Jahr 1969 zum endgültigen Bruch: Der LSD beanspruchte „integraler Bestandteil der sozialistischen Opposition zu sein“ und brach die Beziehungen zur FDP ab. Die FDP strich endgültig die unterstützenden Gelder und sorgte auch dafür, dass keine öffentlichen Gelder mehr flossen. Der LSD fiel in die Inaktivität, womit Frank von Auer – wenn formal auch nur Sprecher des Bundesvorstands – faktisch der letzte Vorsitzende des LSD war.

### Späteres Engagement
Später war von Auer in der SPD und kommunalpolitisch aktiv, beispielsweise als Fraktionsvorsitzender der SPD im Kreistag des Landkreises Groß-Gerau.
Von 2010 bis 2015 war von Auer Vorsitzender der Deutsch-Baltischen Gesellschaft.

## Schriften
- Frank von Auer: Alfred Dregger: ein kritisches politisches Porträt. Berlin 1974, ISBN 3-920889-26-6.